# Droga I/16 (Czechy)
Droga krajowa 16 (cz. Silnice I/16) – droga krajowa w północnych Czechach biegnąca od dawnego drogowego przejścia granicznego z  Polską, Kralovec - Lubawka przez Trutnov, Jiczyn, Mladá Boleslav, Mělník i Slany do skrzyżowania z drogą nr 6. Trasa stanowi ważne połączenie drogowe północnych regionów kraju hradeckiego w zachodnie rejony kraju z pominięciem Pragi. Na krótkim odcinku - w rejonie miasta Mlada Boleslav krajowa 16 biegnie śladem autostrady D10 (wraz z drogą nr 38).

## Wybrane miejscowości leżące przy trasie I/16[1]
- Řevničov (D6)
- Slaný (I/7)
- Nová Ves (D8)
- Mělník (I/9)
- Bezděčín (D10, I/38)
- Mladá Boleslav (D10, I/38)
- Jičín (I/32, I/35)
- Trutnov (I/14, I/37)
- Královec (granica z Polską)